# Страсбурзька угода про Міжнародну патентну класифікацію
Страсбурзька угода про Міжнародну патентну класифікацію (МКВ) — підписана 24 березня 1971 р. Відповідно до МКВ, усі винаходи поділяються на 8 основних розділів, а кількість дрібних рубрик нараховує понад 50 тис. назв. Систему МКВ використовують не тільки країни, які офіційно заявили про приєднання до Страсбурзької угоди, а й багато інших.